# Generaldirektion Wirtschaft und Finanzen
Die Generaldirektion Wirtschaft und Finanzen, auch als GD ECFIN bezeichnet, ist ein Teil der Europäischen Kommission. Diese Generaldirektion untersteht dem EU-Kommissar für Wirtschaft und Währung, derzeit Paolo Gentiloni. Geleitet wird sie seit Februar 2020 vom Generaldirektor Maarten Verwey.

## Aufgaben
Die GD Wirtschaft und Finanzen erstellt im Auftrag der EU-Kommission Wirtschaftsprognosen über die Lage der EU und der Europäischen Wirtschafts- und Währungsunion. Zweimal im Jahr wird die Wirtschaftslage in den Mitgliedstaaten analysiert, und daraus werden Prognosen für die wirtschaftliche Entwicklung des jeweiligen Staates erstellt. Darüber hinaus ist die Ausrichtung des Makroökonomischen Dialogs eine weitere Aufgabe, dort treffen sich Spitzenpolitiker von Kommission, Rat und Europäischer Zentralbank mit Vertretern von Arbeitgebern und Arbeitnehmern. Ziel ist es, die gemeinsame Wirtschaftspolitik aneinander anzugleichen, um zu starke Verwerfungen zu verhindern. Ein wichtiges Aufgabenfeld ist die Überprüfung der nationalen Haushalte, insbesondere der Euromitgliedsländer; aus den Überprüfungen leitet der zuständige Währungskommissar gegebenenfalls Handlungsbedarf für den jeweiligen Haushalt ab und kann in letzter Konsequenz auch ein Defizitverfahren beschließen.
Die wichtigste Aufgabe der Generaldirektion Wirtschaft und Finanzen besteht darin, den Erfolg der Wirtschafts- und Währungsunion zu fördern. In diesem Zusammenhang nimmt sie die verschiedensten makroökonomischen Analyseaufgaben wahr, für die geeignete statistische Wirtschaftsindikatoren von hoher Qualität erforderlich sind.